# 六西格玛设计
六西格码设计（英語：Design for Six Sigma，簡稱：DFSS）是一与传统六西格码（6 Sigma）有关的工程设计流程，以及业务流程管理方法。它被用于许多行业，例如金融，营销，基础工程，过程工业，浪费管理和电子行业等。它是以應用线性回归之类的统计工具為基礎，能够进行类似于其他领域（例如社会科学）的实证研究。尽管六西格码中使用的工具需要一个流程才能运行，但DFSS的目标是确定客户和业务的需求，并将这些需求加到创建的产品解决方案中。六西格码设计用在用于产品或过程设计，而不是过程改进。度量是大多数6 Sigma或DFSS工具中最重要的部分，但是6 Sigma的度量是从现有流程进行的过程中，而DFSS著重于深入了解客户需求，并利用这些信息为每个设计决策和取捨提供依据。
DFSS的实现有不同的选择。与通常通过DMAIC（定义-测量-分析-改善-控制）项目驱动的六西格码不同，DFSS催生了许多逐步过程，全部采用DMAIC程序的样式。

## DMADV和六西格码设计的關係
DMADV分別是定义-测量-分析-设计-验证（define – measure – analyze – design – verify），有时也被称为DFSS，不過有時也會使用像IDOV（标识，设计，优化，验证，Identify, Design, Optimize, Verify）之类的替代方法。传统的DMAIC六西格玛（Single Sigma）工艺专注于进化和持续改进的制造或服务工艺开发，通常发生在初始系统或产品设计与开发已基本完成之后。實務上的的DMAIC六西格码通常用于解决现有的制造或服务过程问题以及消除缺陷和与缺陷相关的变化。很明確的。制造差异会影响产品的可靠性。因此可靠性工程与6 Sigma（质量）之间应该存在明确的联系。相反，DFSS（或DMADV和IDOV）是要在還沒有新过程或认为现有过程不足且需要替换的情况下，發展新过程。DFSS的目标是创建过程，并且在實際實現之前，就以最好的方式將六西格玛方法論的效率构建到流程中；传统的六西格码是在已有的过程下，不断进行改进。

## DFSS的设计方法
DFSS试图通过使用先进的技术来避免制造/服务过程问题，从而从一开始就避免过程问题（例如，防火）。这些方法结合使用时，可以獲得一些客户的需求，并產生工程系统参数需求，目的是要在客户和其他人的眼中提高产品和服务的有效性。以此方式产生的产品和服务可提供极大的客户满意度并增加市场份额。这些技术还包括用于预测，建模和模拟产品交付系统的工具和过程（过程/工具，人员和组织，培训，设施以及生产产品/服务的物流）。这样，DFSS与运筹学（解决背包问题）、工作流平衡紧密相关。 DFSS在很大程度上是设计活动，需要以下工具：质量功能部署（QFD）、公理设计、TRIZ、design for X、实验设计（DOE）、田口方法、公差设计，強健化和用于单个或多个响应的響應曲面法优化。尽管这些工具有时在经典的DMAIC六西格玛（Six Sigma）流程中使用，但DFSS特別會使用它们来分析前所未有的新产品和流程。DFSS是並發性的分析，是针对与设计相关的制造优化。

### 批評
響應曲面法以及其他DFSS工具都使用了統計模型（多半是基於經驗的模型），實作者需要知道就算是最好的模型，仍然只是現實的近似而已。在實務上，模型和參數都是未知的，還會受到不確定性的影響。因此，因為估計的誤差以及模型的差異，所估計的最佳點可能不是實務上的最佳點。

## 外部連結
- Brue, Greg; Launsby, Robert G. . New York: McGraw-Hill. 2003. ISBN 9780071413763. OCLC 51235576.
- Yang, Kai; El-Haik, Basem. . New York: McGraw-Hill. 2003. ISBN 9780071412087. OCLC 51861987.
- Cavanagh, Roland R.; Neuman, Robert P.; Pande, Peter S. . New York: McGraw-Hill. 2005. ISBN 9780071423892. OCLC 57465690.
- Chowdhury, Subir. . Chicago: Dearborn Trade Publishing. 2002. ISBN 9780793152247. OCLC 48796250.
- Hasenkamp, Torben. . Quality and Reliability Engineering International. 2010, 26 (4): 317–324. doi:10.1002/qre.1090.